# Noches de Bohemia (Jerez de la Frontera)
Noches de Bohemia es un ciclo de músicas del mundo celebrado cada verano en Jerez de la Frontera (Andalucía, España).

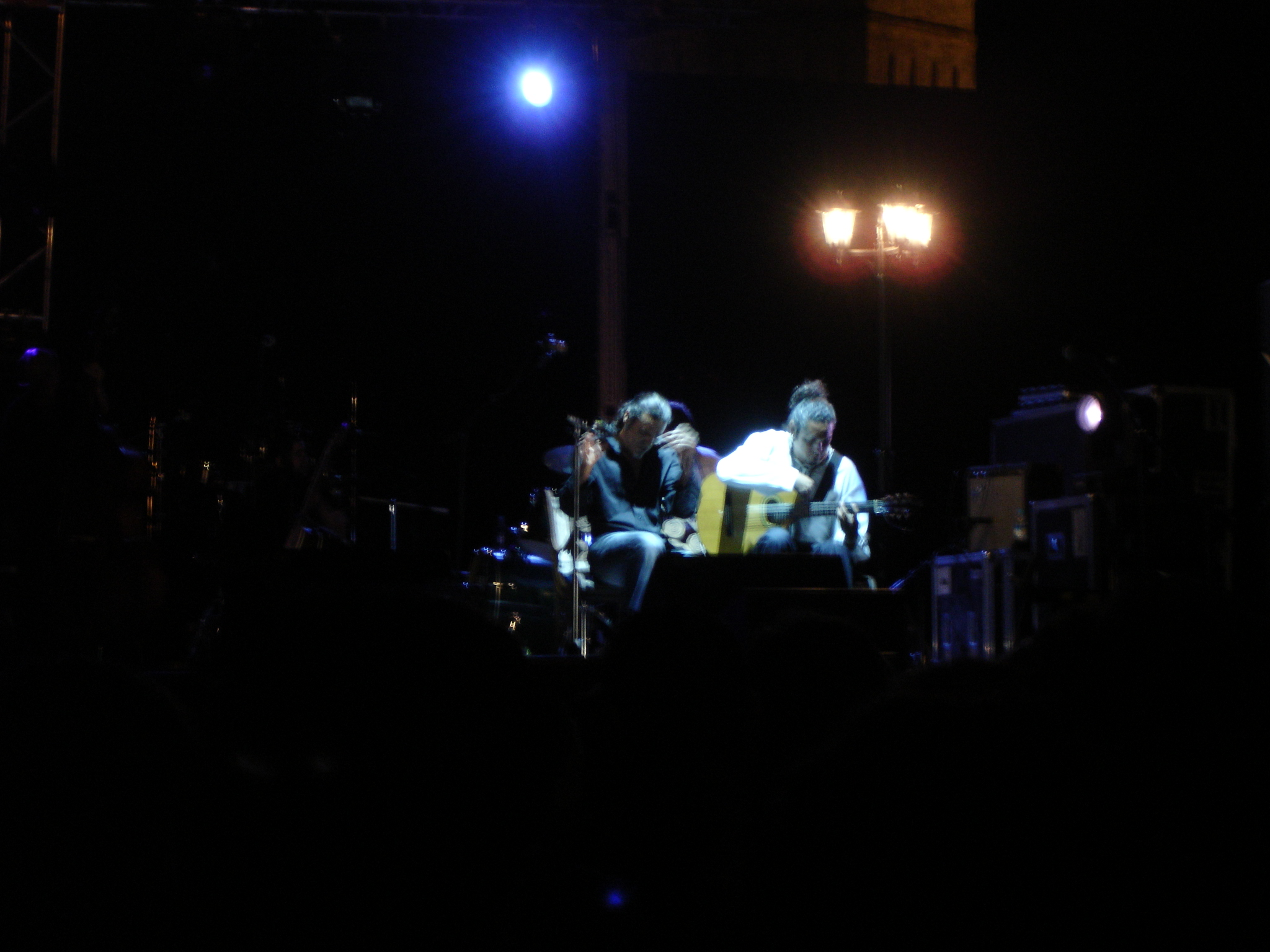
Actuación de Navajita Plateá en 2008

Este ciclo de músicas se creó con el objetivo de enriquecer la oferta cultural estival de Jerez de la Frontera. Los patrocinios principales proceden de instituciones y empresas locales, careciendo de apoyo de instituciones provinciales.
Sus características son la calidad artística, la diversidad de géneros musicales y el marco veraniego y nocturno dentro del Alcázar de Jerez, Conjunto Monumental declarado Bien de Interés Cultural y Monumento Nacional.
El nombre del ciclo de músicas se debe principalmente a la popular canción “Noches de bohemia”, de grupo jerezano Navajita Plateá.

## Ediciones

### 2005
Este año se realizó la primera edición del ciclo de música. La programación constó de cuatro conciertos, principalmente de flamenco, y obtuvo un gran respaldo de crítica y público. El éxito de la iniciativa fue decisivo para su mantenimiento y fortalecimiento.

### 2006
El ciclo Noches de Bohemia en el Alcázar de 2006 se celebra los miércoles comprendidos entre los días 19 de julio y el 1 de septiembre, a partir de las 22 horas, en el Patio de San Fernando Conjunto Monumental del Alcázar de Jerez.
| Fecha           | Artista                                                                     | Temática | País                        |
| --------------- | --------------------------------------------------------------------------- | -------- | --------------------------- |
| 19 de julio     | Manuel Moreno Junquera “Moraíto Chico”                                      | flamenco | España                      |
| 26 de julio     | David DeMaría                                                               | pop      | España                      |
| 2 de agosto     | Lechner-Howes-Martín                                                        | jazz     | EE. UU. /Argentina / España |
| 16 de agosto    | Cambayá Blues Reunión & Raimundo Amador                                     | Blues    | España                      |
| 23 de agosto    | Mónica Molina                                                               | Pop      | España                      |
| 30 de agosto    | Juan Antonio Álvarez Parejo / Mercé Obiols / Rocío Martínez / Carlos Cosías | Lírica   | España                      |
| 1 de septiembre | Milladoiro                                                                  | Folk     | España                      |

### 2007
El ciclo Noches de Bohemia en el Alcázar de 2007 se celebra los jueves comprendidos entre los días 5 de julio y el 30 de agosto, a partir de las 22 horas, en el Patio de San Fernando del Conjunto Monumental del Alcázar de Jerez.
El cambio principal respecto al año anterior fue el cambio de día de la semana, de miércoles a jueves.
| Fecha        | Artista                                | Temática           | País                    |
| ------------ | -------------------------------------- | ------------------ | ----------------------- |
| 5 de julio   | Gerardo Núñez (quinteto)               | flamenco           | España                  |
| 12 de julio  | Donna Hightower                        | Jazz               | EE. UU.                 |
| 19 de julio  | Luis Eduardo Aute                      | Autor              | España                  |
| 26 de julio  | Livika Drum Experience                 | Percusión          | África /Brasil / España |
| 2 de agosto  | Noa Noa Sings Jazz                     | Jazz Pop           | Israel                  |
| 9 de agosto  | José Roca (sexteto) Lo que vos queráis | Lírica             | España                  |
| 16 de agosto | Jorge Drexler 12 segundos de oscuridad | Pop                | Uruguay                 |
| 23 de agosto | Dulce Pontes O coração tem tres portas | Música de Portugal | Portugal                |
| 30 de agosto | Gwendal                                | Folk               | Francia                 |

### 2008
El ciclo Noches de Bohemia de 2008 se celebró todos los jueves comprendidos entre los días 3 de julio y el 28 de agosto, a partir de las 22 horas, en el Patio de San Fernando del Conjunto Monumental del Alcázar de Jerez.
| Fecha        | Artista                                               | Temática  | País                 |
| ------------ | ----------------------------------------------------- | --------- | -------------------- |
| 3 de julio   | Navajita Plateá & Pata Negra Noche de Bohemia y Blues | flamenco  | España               |
| 10 de julio  | Michel Camilo Con Charles Flores y Dafnis Prieto      | Piano     | República Dominicana |
| 17 de julio  | Solé Giménez La felicidad                             | Pop       | España               |
| 24 de julio  | Antonio Orozco Cadizfornia                            | Pop       | España               |
| 7 de agosto  | Cheikh Lô                                             | África    | Senegal              |
| 14 de agosto | Diana Navarro 24 Rosas                                | Pop       | España               |
| 21 de agosto | Marlango The electrical morning                       | Pop Blues | España Cuba          |
| 28 de agosto | Carlos Nuñez Sinfónico                                | Celta     | España               |

### 2009
El ciclo Noches de Bohemia de 2009 se celebra todos los jueves comprendidos entre los días 9 de julio y el 13 de agosto, a partir de las 22 horas, en los Jardines de la Atalaya, dentro de los Museos de la Atalaya.
El cambio principal respecto al año anterior el cambio de ubicación, debido a las obras de rehabilitación y recuperación mantenidas en parte del Conjunto Monumental del Alcázar de Jerez. Esto significó que el ciclo se denominase “Noches de Bohemia”.
| Fecha        | Artista                       | Temática | País     |
| ------------ | ----------------------------- | -------- | -------- |
| 9 de julio   | Pasión Vega Noche de Pasión   | Copla    | España   |
| 16 de julio  | Omar Faruk Noche mediterránea | Folk     | Turquía  |
| 23 de julio  | Misia Noche de fados          | Fado     | Portugal |
| 30 de julio  | Wim Mertens Noche de jazz     | Jazz     | Bélgica  |
| 6 de agosto  | Hevia Noche celta             | Folk     | España   |
| 13 de agosto | David DeMaría Noche joven     | Pop      | España   |

### 2010
El ciclo Noches de Bohemia de 2010 se celebra entre los días 5 de julio y el 16 de agosto, a partir de las 22 horas, en los Jardines de la Atalaya, dentro el Patio de San Fernando del Conjunto Monumental del Alcázar de Jerez, volviendo a su ubicación original.
Este año, según el plan de viabilidad municipal, se reducen a tres conciertos, financiados principalmente por patrocinios y promotores externos.
La excepción es el concierto de Paco de Lucía, que se celebra en la Plaza de Toros de Jerez.
| Fecha        | Artista                                         | Temática | País     |
| ------------ | ----------------------------------------------- | -------- | -------- |
| 5 de agosto  | Pastora Soler Bendita locura                    | Pop      | España   |
| 11 de agosto | Orquesta de Cámara de la Filarmónica de Colonia | Lírica   | Alemania |
| 16 de agosto | Paco de Lucía                                   | Flamenco | España   |

### 2011
Este año, con el cambio de Gobierno municipal tras las elecciones del 22 de mayo, la nueva corporación decide suprimir este ciclo para ese verano por falta de preparación.

### Años siguientes

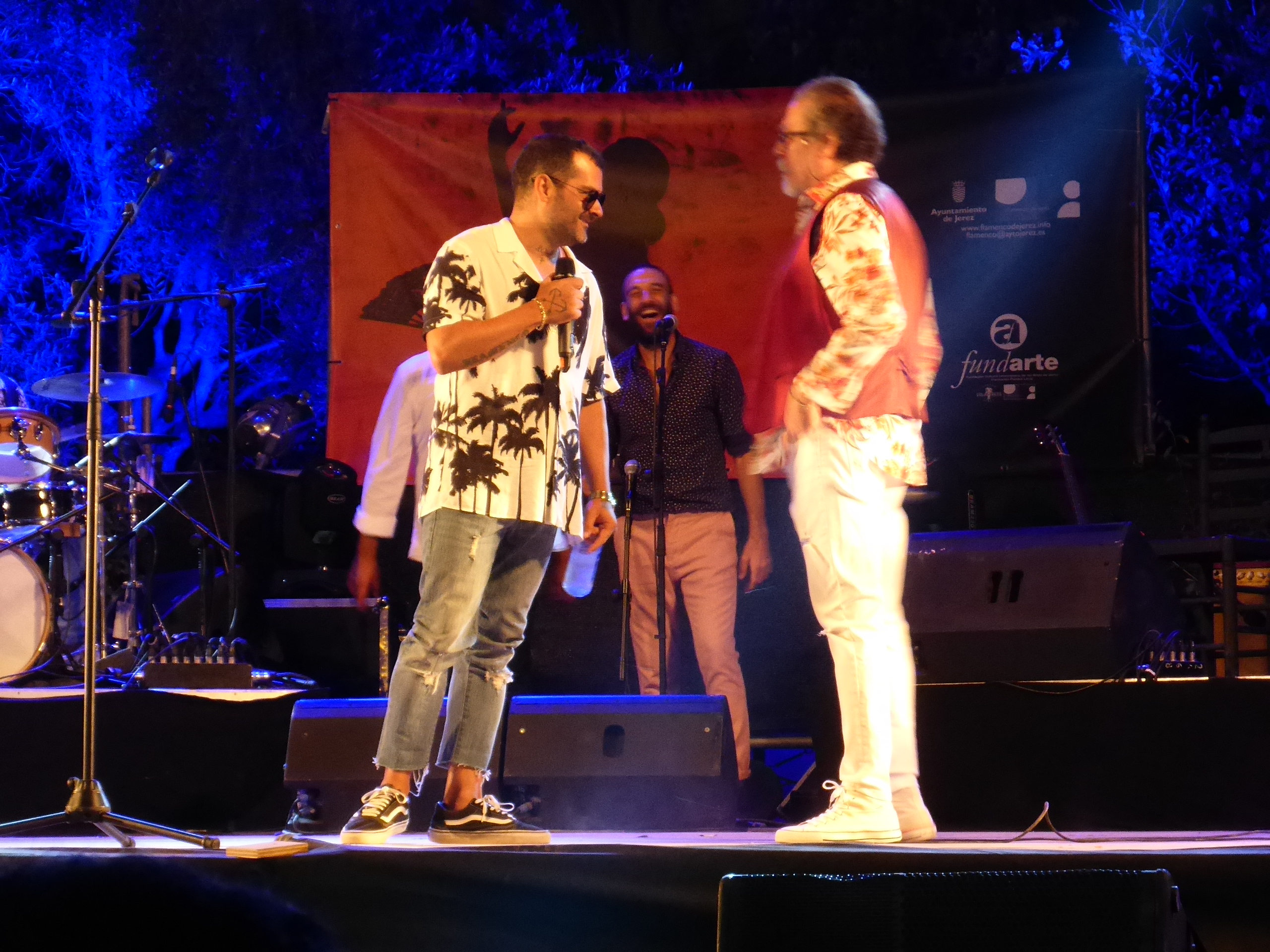
Diego Carrasco y Junior en la edición de 2018

En años siguientes el festival se retomó bajo diversas denominaciones:
- En 2018 se denominó "Noches de Bohemia Fundador".[8]
- En 2019 Caló a la Fiesta de la Bulería.[9]

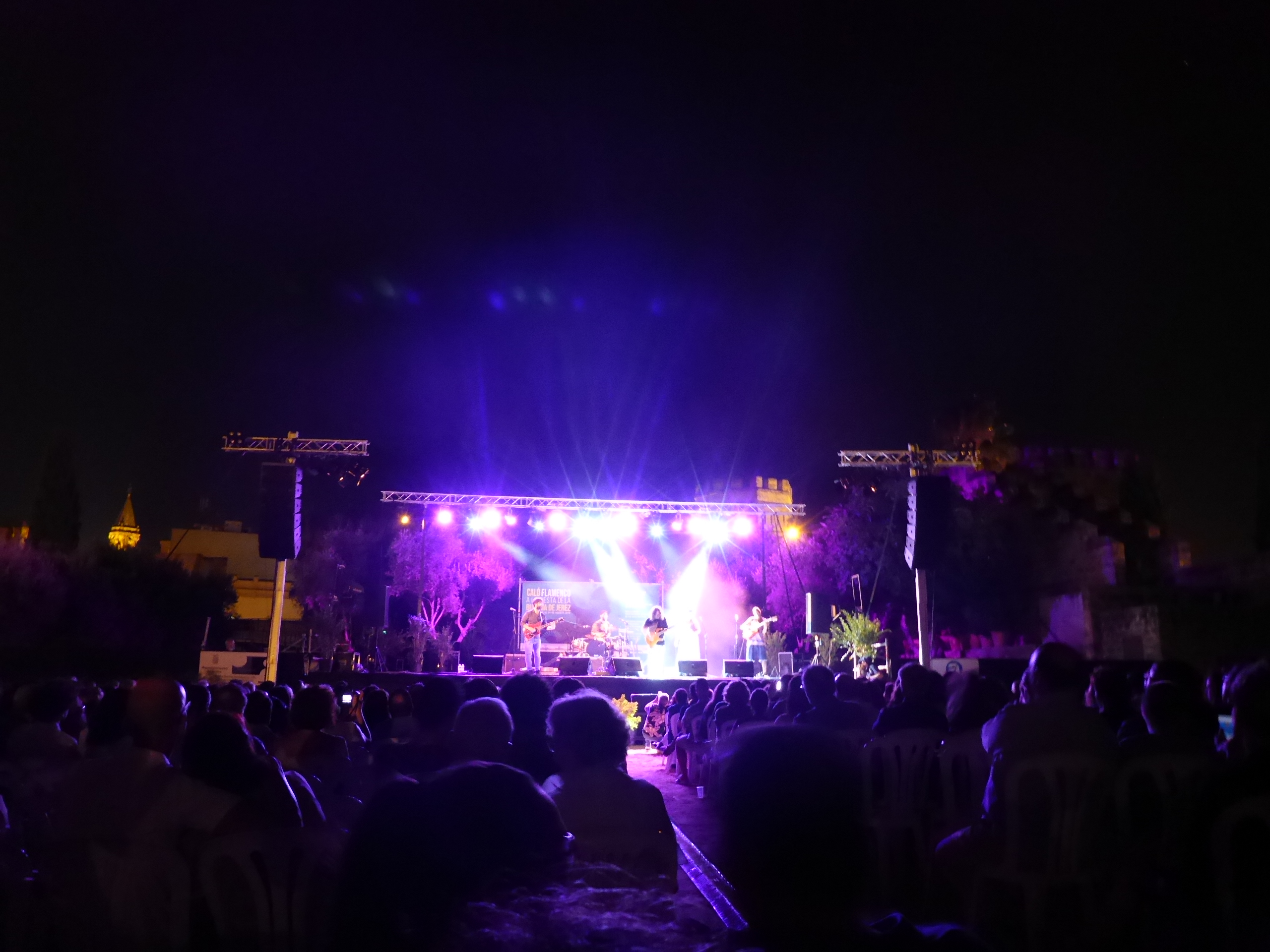
Raimundo Amador en 2019